# جائزة هولندا الكبرى 1951
جائزة هولندا الكبرى 1951 هو سباق فورمولا 1
أقيم بتاريخ 22 يوليو 1951 في حلبة بارك زانتفورت، هولندا، وأحد سباقات بطولة العالم لسباقات الفورمولا واحد موسم 1951، وكان أول المنطلقين جوزيبي فارينا.
فاز بالمركز الأول  لويس روزيه، وكان صاحب أسرع لفة André Pilette ‏.